# Temporada 1971-72 de los Buffalo Braves
La temporada 1971-72 fue la segunda de los Buffalo Braves en la NBA. La temporada regular acabó con 22 victorias y 60 derrotas, ocupando el octavo puesto de la conferencia Este, no logrando clasificarse para los playoffs.

## Elecciones en elDraft
| Ronda | Puesto | Jugador         | Posición  | Nacionalidad   | Universidad            |
| ----- | ------ | --------------- | --------- | -------------- | ---------------------- |
| 1     | 3      | Elmore Smith    | Pívot     | Estados Unidos | Kentucky State*        |
| 2     | 19     | Fred Hilton     | Escolta   | Estados Unidos | Grambling State        |
| 2     | 26     | Amos Thomas     | Alero     | Estados Unidos | Southwestern Oklahoma* |
| 2     | 30     | Spencer Haywood | Ala-Pívot | Estados Unidos | Detroit                |
| 4     | 53     | Jim O'Brien     | Base      | Estados Unidos | Boston College         |
| 7     | 104    | Randy Smith     | Escolta   | Estados Unidos | Buffalo State*         |

## Temporada regular
| División Atlántico | División Atlántico | División Atlántico | División Atlántico | División Atlántico | División Atlántico | División Atlántico | División Atlántico | División Atlántico |
| Equipo             | G                  | P                  | %                  | PD                 | Casa               | Fuera              | Neutral            | Div                |
| ------------------ | ------------------ | ------------------ | ------------------ | ------------------ | ------------------ | ------------------ | ------------------ | ------------------ |
| y-Boston Celtics   | 56                 | 26                 | .683               | –                  | 32–9               | 21–16              | 3–1                | 15–3               |
| x-New York Knicks  | 48                 | 34                 | .585               | 8                  | 27–14              | 20–19              | 1–1                | 11–7               |
| Philadelphia 76ers | 30                 | 52                 | .366               | 26                 | 14–23              | 14–26              | 2–3                | 6–12               |
| Buffalo Braves     | 22                 | 60                 | .268               | 34                 | 13–27              | 8–31               | 1–2                | 4–14               |

## Estadísticas
| Rk | Jugador        | Edad | P  | PT | MP   | TC  | TCI  | %TC  | TL  | TLI | %TL  | RB   | AS  | FP  | PTS  |
| -- | -------------- | ---- | -- | -- | ---- | --- | ---- | ---- | --- | --- | ---- | ---- | --- | --- | ---- |
| 1  | Bob Kauffman   | 25   | 77 |    | 41.6 | 7.2 | 14.6 | .497 | 4.4 | 5.6 | .795 | 10.2 | 3.9 | 3.5 | 18.9 |
| 2  | Elmore Smith   | 22   | 78 |    | 40.8 | 7.4 | 16.3 | .454 | 2.5 | 4.7 | .534 | 15.2 | 1.4 | 3.9 | 17.3 |
| 3  | Walt Hazzard   | 29   | 72 |    | 33.2 | 6.3 | 13.9 | .451 | 3.3 | 4.2 | .782 | 3.0  | 5.6 | 3.2 | 15.8 |
| 4  | Randy Smith    | 23   | 76 |    | 27.6 | 5.7 | 11.8 | .482 | 2.1 | 3.3 | .622 | 4.8  | 2.5 | 2.7 | 13.4 |
| 5  | Dick Garrett   | 25   | 73 |    | 26.1 | 4.5 | 10.1 | .442 | 1.9 | 2.2 | .866 | 3.1  | 2.3 | 3.1 | 10.8 |
| 6  | Em Bryant      | 33   | 54 |    | 22.6 | 1.9 | 4.1  | .459 | 1.4 | 2.3 | .600 | 2.4  | 3.8 | 3.1 | 5.1  |
| 7  | Fred Hilton    | 24   | 61 |    | 22.1 | 5.1 | 13.0 | .389 | 1.5 | 2.0 | .738 | 2.6  | 1.9 | 2.4 | 11.6 |
| 8  | John Hummer    | 23   | 55 |    | 21.6 | 2.1 | 5.3  | .390 | 1.1 | 2.3 | .468 | 4.2  | 1.3 | 3.2 | 5.2  |
| 9  | Cornell Warner | 23   | 62 |    | 20.0 | 2.6 | 5.9  | .443 | 0.9 | 1.3 | .744 | 6.1  | 0.9 | 2.0 | 6.2  |
| 10 | Mike Davis     | 25   | 62 |    | 17.2 | 3.4 | 8.1  | .425 | 2.2 | 2.9 | .767 | 1.9  | 1.3 | 2.3 | 9.1  |
| 11 | Jerry Chambers | 28   | 26 |    | 14.2 | 3.0 | 6.9  | .433 | 0.8 | 1.2 | .688 | 2.6  | 0.9 | 1.5 | 6.8  |
| 12 | Bill Hosket    | 25   | 44 |    | 13.5 | 2.0 | 4.1  | .492 | 1.0 | 1.2 | .808 | 2.8  | 0.9 | 1.8 | 5.0  |

## Galardones y récords
| Jugador      | Galardón                            |
| Elmore Smith | Mejor quinteto de rookies de la NBA |
| Bob Kauffman | All-Star                            |